# Salála
Salála (arabsky صلالة‎) je významný přístav a druhé nejvýznamnější město Ománu. Zároveň je hlavním městem governorátu Dafár, který se nachází na jihu země na pobřeží Arabského moře. V roce 2009 zde žilo asi 197 tisíc obyvatel. Poblíž města se nachází stejnojmenné letiště.
Salála je důležitý uzel námořní dopravy, mezi přístavy kontejnerové dopravy jí patří 46. místo na světě. Zdejší mezinárodní letiště je druhé největší v zemi. Air Arabia, Air India Express, Qatar Airways a další tři aerolinie provozují zdejší lety. Dlouho plánovaná železnice si klade za cíl více propojit státy GCC, také v úseku mezi Salálou a Suhárem na severu země.

## Geografie

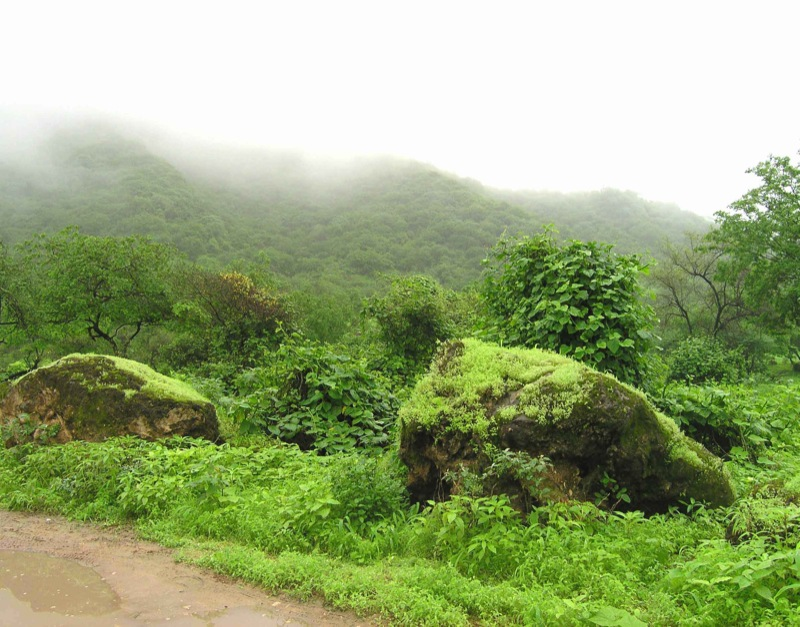
Horská oblast severně od Salály během období charífu

Pobřeží a hory okolo Salály jsou společně s malou přilehlou částí sousedního Jemenu jediným místem Arabského poloostrova, kam zasahují jihozápadní monzuny. Mezi červencem a zářím jsou monzuny zdrojem srážek, jež zavlažují celou oblast a dávají jí, pro Arábii netypickou, zelenou barvu vegetace. Během tohoto období děšťů, nazývaného charíf (stejný název má i každoročně v této době pořádaný festival, během nějž se město stává vyhledávaným turistickým střediskem), spadne v Salále asi 55 mm a v okolních horách více než 200 mm srážek. Relativní vlhkost vzduchu stoupá v celé oblasti z 50 na 85 %.

## Ekonomika
Vedle přístavu má své místo v místní ekonomice také petrochemický průmysl.